# Курмашев и десять других
«Курмашев и десять других» (нем. Kurmaschew und 10 andere) — решение Второго Имперского суда Третьего рейха от 12 февраля 1944 года в Дрездене по делу татарского подполья в легионе «Идель-Урал». Рукописный документ, представлявший собой выписку из дела, был найден в «Пражском архиве». Архив самого суда был уничтожен во время бомбардировки Дрездена.

## Документ
Дело «Курмашев и десять других» касалось 11 членов татарского подполья, действовавшего в легионе с 1942 по август 1943 года. В деле фигурировали:
- Гайнан Курмашев
- Муса Джалиль
- Абдулла Алиш
- Фуат Сайфульмулюков[тат.]
- Фуат Булатов[тат.]
- Гариф Шабаев
- Ахмет Симаев
- Абдулла Батталов
- Зиннат Хасанов
- Ахат Атнашев[тат.]
- Салим Бухаров

Документ составлен на немецком языке, имеет номер 36/44. Указывается также фамилия судьи — Фляйшман.

## Легион «Идель-Урал»
15 августа 1942 года Верховным командованием сухопутных войск вермахта (ОКХ) был подписан документ о создании из советских военнопленных легиона Идель-Урал. Располагался легион в Едлиньске (Польша). В легион набирались уроженцы Поволжья и Урала, из которых были набраны семь волжско-татарских батальонов (825-831-й батальоны). Предполагалось, что эти подразделения будут сражаться совместно с немцами против советских войск, однако немцы этого не добились.

## Татарское подполье в легионе
В конце 1942 года в легионе зародилось татарское подполье. Подполье возглавил Гайнан Курмашев. В его группу вошли также Муса Джалиль, Абдулла Алиш и ряд других пленных офицеров-татар, в разное время попавших в немецкий плен и оказавшихся в легионе.
Подполье поставило своей целью идеологически разложить и взорвать легион изнутри, подготовить легионеров к побегам, к восстанию, к переходу на сторону своих. В распоряжении татарских подпольщиков была типография газеты «Идель-Урал», которую нацисты и эмигрантские круги начали издавать для легионеров с осени 1942 года.
Гайнан Курмашев создавал боевые пятерки в подпольной организации, координировал их работу, а также принимал присягу от новых членов на верность Родине.
Муса Джалиль разъезжал по военным лагерям легиона с агитацией.
Ахмет Симаев работал диктором на радиостанции «Винета», которая вела радиопропаганду на языках народов СССР, вошёл в доверие к министерству пропаганды Геббельса. Имея доступ к радио, он получал сведения для группы Сопротивления, а затем стал готовить листовки против нацистов.
Зиннат Хасанов выступал как певец и чтец-декламатор, распространял листовки, работал связным между Едлинской и Берлинской группами организации.
Абдулла Алиш вступил в редакцию газеты «Идель-Урал», где наладил печатание антифашистских листовок. Он также установил связи с болгарскими студентами-антифашистами и остарбайтерами, вывезенными на работы в Германию.
Ахат Атнашев получал из центра и распространял в третьем батальоне листовки, готовил организованный переход батальона на сторону украинских партизан.

## Результаты деятельности подполья
Татарские батальоны в составе вермахта в целом не выполнили тех задач, которые немецкое командование поставило перед ними, и это во многом является результатом деятельности группы Курмашева. В частности, стоит рассмотреть деятельность батальонов легиона, отправленных на оккупированные территории СССР.

### 825-й батальон
Торжественно отправлен на фронт 14 февраля 1943 года для борьбы с партизанами. 18 февраля батальон прибыл в Витебск и затем был передислоцирован в деревню Гралево на левом берегу Западной Двины. Уже 21 февраля представители легиона вышли на белорусских партизан. Хотя заговор и был раскрыт немцами, 22 февраля на сторону партизан с оружием в руках перешла большая часть батальона — по разным данным 500—600 человек (кроме арестованных легионеров и 2 взводов, которые не успели оповестить), легионеры которого были распределены по партизанским бригадам и далее воевали в их составе с немецкими войсками.

### 826-й батальон
Был сформирован 15 января 1943 года, но после восстания 825-го батальона был переведён в Голландию для несения охранной службы и в боевых действиях не участвовал.

### 827-й батальон
Создан 10 февраля 1943 года. 22 июня 1943 года находился на Западной Украине, где действовал против партизан Ковпака. Особого рвения в боях легионеры не показали. Постоянно происходили массовые побеги легионеров к партизанам, а в 1943 году готовилось восстание, которое немцам удалось вовремя раскрыть. Два взвода штабной роты бежали к партизанам, но руководитель восстания старший лейтенант Мифтахов был схвачен и казнён.
В итоге 827-й батальон также был передислоцирован на запад, во Францию, где легионеры при первой возможности переходили на сторону Французского Сопротивления и сражались с немцами.

### 828-й батальон
Был сформирован 1 июня 1943 года и отправлен на Западную Украину вместо ненадёжного 827-го батальона. Но и это подразделение разочаровало немцев — дисциплина в батальоне резко упала, легионеры также совершали массовые побеги к партизанам. В дальнейшем батальон переведён с Украины, и его следы теряются.

## Раскрытие подполья
Обнаружив следы деятельности татарского подполья в легионе, немецкая контрразведка начала действия по его раскрытию. Роковую роль сыграл дефект литеры на печатающей машинке, по которой немцы вышли на подпольщиков.
Подпольщики в Берлине были арестованы внезапно в ночь с 11 на 12 августа 1943 года, когда слушали радиосообщение с Большой земли. В редакции газеты «Идель-Урал» были арестованы Ахмет Симаев, Абдулла Алиш, Ф. Булатов и Гариф Шабаев. Всего в августе 1943 года в разных местах были арестованы около сорока человек из подразделения пропаганды легиона.
У Гарифа Шабаева были обнаружены оригиналы листовок, подготовленные к печати матрицы. Они послужили вещественными доказательствами против него.

## Приговор и казнь
Следствие по делу Курмашева было завершено в феврале 1944 года. Следствие установило, что руководителем подполья был Гайнан Курмашев. В двух колонках под названиями «Обвинение» и «Приговор» в документе даны различные мотивы обвинения и доказанная судом вина.
В колонке «Обвинение» указано «дезертирство», почти всем членам группы Курмашева предъявлено обвинение в «содействии врагу» и «военном предательстве».
Отдельной строкой как основание для приговора Курмашеву было записано «содействие врагу» и «подрыв военной мощи».
Казнь татарских патриотов гильотинированием была проведена 25 августа 1944 года. Первым взошёл на эшафот Гайнан Курмашев — в 12 часов 06 минут по берлинскому времени. Вторым — Фуат Сейфульмулюков. А третьим — Муса Джалиль. Остальные участники подполья были казнены с интервалами в 3 минуты.

## Память
В Берлине в Музее сопротивления фашизму в память о татарских подпольщиках была открыта мемориальная доска с именами казненных курмашевцев. В тюрьме Плётцензее были установлены стенды с материалами о героях-подпольщиках.
Официально группа Курмашева была награждена 5 мая 1990 г., когда Указом Президента СССР М. С. Горбачёва «за активную патриотическую деятельность в подпольной антифашистской группе и проявленные при этом стойкость и мужество» курмашевцы были посмертно награждены орденом Отечественной войны I степени.
В Казани на площади 1 Мая (вблизи Казанского Кремля) установлен монументальный комплекс, центром которого является памятник Мусе Джалилю, вырывающемуся из колючей проволоки, а также десять барельефов членов группы Курмашева.